# Heinz Richter
Heinz 'Heiri' Richter (Zittau, 24 de juliol de 1947) és un ciclista alemany, ja retirat, que va competir sota bandera de l'Alemanya de l'Est durant les dècades de 1960 i 1970. Es dedicà al ciclisme en pista. En el seu palmarès destaca una medalla olímpica i tretze campionats nacionals.
Durant la seva carrera esportiva va prendre part en dues edicions dels Jocs Olímpics. El 1972, a Múnic, junt a Thomas Huschke, Uwe Unterwalder i Herbert Richter, va guanyar la medalla de plata en la persecució per equips. Quatre anys abans havia pres part, sense sort, als Jocs de Ciutat de Mèxic.

## Palmarès
- 1967
  -  Campió de la RDA del Quilòmetre contrarellotge
  -  Campió de la RDA de persecució
  -  Campió de la RDA de persecució per equips
- 1968
  -  Campió de la RDA del Quilòmetre contrarellotge
  -  Campió de la RDA de persecució
  -  Campió de la RDA de persecució per equips
  -  Campió de la RDA de velocitat per equips
- 1969
  -  Campió de la RDA del Quilòmetre contrarellotge
  -  Campió de la RDA de persecució
- 1970
  -  Campió de la RDA de persecució per equips
  -  Campió de la RDA de velocitat per equips, amb Thomas Huschke
  -  Medalla de plata al Campionat del món de ciclisme en pista de persecució per equips
- 1971
  -  Campió de la RDA de velocitat per equips, amb Thomas Huschke
  -  Medalla de plata al Campionat del món de ciclisme en pista de persecució per equips
- 1972
  -  Campió de la RDA de velocitat per equips, amb Thomas Huschke
  -  Medalla de plata als Jocs Olímpics de Múnic en persecució per equips, junt a Thomas Huschke, Uwe Unterwalder i Herbert Richter
- 1974
  -  Medalla de plata al Campionat del món de ciclisme en pista de persecució per equips